# Le Public (Federico García Lorca)
Le Public (en espagnol : El público) est une pièce de théâtre de Federico García Lorca écrite en 1930.

## Historique
Lorca s'inspire du théâtre réaliste du début du XXe siècle (Henrik Ibsen, Tchekhov et Bernard Shaw). Il rejoint également  les influences de Bertolt Brecht, de Luigi Pirandello et des surréalistes français.
Il semble que Lorca se soit également inspiré de son voyage à New York (Poeta en Nueva York). La  dernière page de cette œuvre est écrite le 22 août 1930 à Grenade.
La pièce fait partie de ce que Lorca nomme "le Théâtre impossible", empreint de surréalisme, comme sa pièce Lorsque cinq ans seront passés (1931). 